# Josip Mišić
Josip Mišić (Vinkovci, 28 de junio de 1994) es un futbolista croata que juega de centrocampista en el G. N. K. Dinamo Zagreb de la Prva HNL. Es internacional con la selección de fútbol de Croacia.

## Trayectoria
Comenzó su carrera deportiva en el N. K. Osijek, debutando con el conjunto croata en un partido de clasificación para la Liga Europa de la UEFA frente al F. C. Santa Coloma andorrano.
En 2015 fichó por el H. N. K. Rijeka, logrando ser campeón de la Primera División de Croacia y de la Copa de Croacia en 2017.

### Sporting CP
En enero de 2018 fichó por el Sporting Clube de Portugal.
En el Sporting de Portugal sufrió la agresión, junto al resto de sus compañeros, de algunos aficionados del club, después de que el club quedase tercero en la Primeira Liga.

#### Cesiones
En enero de 2019 se marchó cedido, con opción de compra, al PAOK de Salónica F. C. hasta junio de 2020. Esta opción no fue ejercida y regresó a Portugal, aunque en octubre de 2020 volvió a Croacia para jugar en el G. N. K. Dinamo Zagreb cedido, también con una opción de compra, hasta junio de 2021. En esta ocasión sí se hizo efectiva y permaneció en el conjunto croata una vez finalizó la cesión.

## Selección nacional
Mišić fue internacional sub-18, sub-19 y sub-21 con la selección de fútbol de Croacia, antes de debutar como internacional absoluto el 11 de enero de 2017, en un partido amistoso frente a la selección de fútbol de Chile.

## Clubes
| Club                            | País     | Año       |
| ------------------------------- | -------- | --------- |
| N. K. Osijek                    | Croacia  | 2012-2015 |
| H. N. K. Rijeka                 | Croacia  | 2015-2018 |
| Spezia Calcio (cedido)          | Italia   | 2015-2016 |
| Sporting C. P.                  | Portugal | 2018-2021 |
| PAOK de Salónica F. C. (cedido) | Grecia   | 2019-2020 |
| G. N. K. Dinamo Zagreb (cedido) | Croacia  | 2020-2021 |
| G. N. K. Dinamo Zagreb          | Croacia  | 2021-     |

## Palmarés

### Títulos nacionales
| Título                      | Club                   | País     | Año  |
| --------------------------- | ---------------------- | -------- | ---- |
| Primera Liga de Croacia     | H. N. K. Rijeka        | Croacia  | 2017 |
| Copa de Croacia             | H. N. K. Rijeka        | Croacia  | 2017 |
| Copa de la Liga de Portugal | Sporting C. P.         | Portugal | 2018 |
| Superliga de Grecia         | PAOK de Salónica F. C. | Grecia   | 2019 |
| Copa de Grecia              | PAOK de Salónica F. C. | Grecia   | 2019 |
| Primera Liga de Croacia     | G. N. K. Dinamo Zagreb | Croacia  | 2021 |
| Copa de Croacia             | G. N. K. Dinamo Zagreb | Croacia  | 2021 |
| Primera Liga de Croacia     | G. N. K. Dinamo Zagreb | Croacia  | 2022 |
| Supercopa de Croacia        | G. N. K. Dinamo Zagreb | Croacia  | 2022 |
| Primera Liga de Croacia     | G. N. K. Dinamo Zagreb | Croacia  | 2023 |
| Supercopa de Croacia        | G. N. K. Dinamo Zagreb | Croacia  | 2023 |
| Primera Liga de Croacia     | G. N. K. Dinamo Zagreb | Croacia  | 2024 |
| Copa de Croacia             | G. N. K. Dinamo Zagreb | Croacia  | 2024 |